# Wapen van Zwaagwesteinde

Wapen van Zwaagwesteinde

Het wapen van De Westereen is het dorpswapen van het Nederlandse dorp Zwaagwesteinde, in de Friese gemeente Dantumadeel. Het wapen werd in 1994 geregistreerd.

## Beschrijving
De blazoenering van het wapen luidt als volgt:
Doorsneden door een versmalde dwarsbalk van zilver; I in keel twee penningen van goud; II in sinopel een weversspoel van goud; en een hartschild van goud, beladen met een Mercuriushelm van sabel.
De heraldische kleuren zijn: zilver (zilver), keel (rood), goud (goud), sinopel (groen) en sabel (zwart).

## Symboliek
- Rood veld: symbool voor de voormalige heidevelden rond het dorp.[3]
- Groen veld: staat voor de weilanden rond het dorp.[3]
- Penningen: duiden op de welvaart die het dorp verkregen heeft.[3]
- Hartschild: de helm met vleugels is een symbool van Mercurius, de Romeinse god van de handel.[3]
- Zilveren dwarsbalk: verwijzing naar het water in het dorp en de spoorweg.[3]
- Weversspoel: beeldt de industrie in het dorp uit.[3]

## Zie ook

Vlag van Zwaagwesteinde